# Darren Criss
Darren Everett Criss (ur. 5 lutego 1987 w San Francisco) – amerykański aktor, piosenkarz i kompozytor. Znany jest z postaci Harry’ego Pottera w musicalach A Very Potter Musical, A Very Potter Sequel i A Very Potter Senior Year, a także z roli Blaine’a Andersona w drugim, trzecim, czwartym, piątym oraz szóstym sezonie serialu FOX Glee. Pierwszy utwór który wykonał w serialu, Teenage Dream, został najszybciej sprzedającym się singlem w historii serialu osiągając ósme miejsce na liście Billboard Hot 100. Nominowany w 2015 roku do Nagrody Emmy za napisanie piosenki „This Time” w finale Glee.
Laureat Nagrody Emmy, Złotego Globu oraz Nagrody Gildii Aktorów Filmowych dla najlepszego aktora w miniserialu lub filmie telewizyjnym, za rolę seryjnego mordercy Andrew Cunanana w serialu American Crime Story: Zabójstwo Versace.
Jeden z założycieli i współwłaściciel StarKid Productions – teatru muzycznego z siedzibą w Chicago. Criss wystąpił również na Broadwayu w sztukach How to Succeed in Business Without Really Trying oraz Hedwig and the Angry Inch. W 2015 roku został współzałożycielem Elsie Festival, reklamowanego jako „pierwszy festiwal muzyki plenerowej w Nowym Jorku świętujący muzykę teatralną i ekranową”.

## Wczesne lata i wykształcenie
Urodził się w San Francisco w Kalifornii jako najmłodsze dziecko Ceriny Bru oraz Charlesa Williama Crissa, bankiera inwestycyjnego oraz mecenasa sztuki. Jego starszy brat Charles „Chuck” Criss jest członkiem zespołu muzycznego Freelance Whales.
Darren jest euroazjatą – jego matka pochodzi z Cebu na Filipinach, podczas gdy pochodzący z Pittsburgha w Pensylwanii ojciec wywodzi się z Anglii, Niemiec i Irlandii. Wychowywał się głównie w San Francisco, z wyjątkiem lat 1988–1992, kiedy to jego rodzina mieszkała w Honolulu na Hawajach, gdzie jego ojciec był prezesem i dyrektorem generalnym EastWest Bank.
Uczęszczał do szkół katolickich. Ukończył szkołę podstawową dla chłopców Stuart Hall; w 2005 roku ukończył Saint Ignatius College Preparatory. W 2009 roku uzyskał tytuł licencjata sztuk pięknych na University of Michigan na kierunku aktorstwa teatralnego, muzykologii i języka włoskiego.

### Nauka muzyki i aktorstwa
Darren od wczesnego dzieciństwa interesował się muzyką. Mając 5 lat rozpoczął naukę gry na skrzypcach i przez następne 15 lat kontynuował kształcenie klasyczne. Nauczył się również grać na innych instrumentach: gitarze, mandolinie, pianinie, harmonijce i perkusji. W liceum całkowicie poświęcił się muzyce: zajął stanowisko koncertmistrza w szkolnej orkiestrze, kierował własnym zespołem oraz został przez swoich kolegów ogłoszony „najbardziej prawdopodobnym zwycięzcą Grammy”. W wieku 15 lat rozpoczął naukę komponowania muzyki oraz napisał swoją pierwszą piosenkę, którą później wykorzystał tworząc swój pierwszy mini-album Human wydany w 2009 roku.
Zainteresował się również sztukami scenicznymi. W wieku 10 lat został przyjęty do American Conservatory Theatre (program Young Conservatory), gdzie uczył się aktorstwa teatralnego przez całe swoje młodzieńcze lata. W St. Ignatius był członkiem programu sztuk teatralnych. Wystąpił tam w The Music Man, Dzienniku Anny Frank oraz Skrzypku na dachu. Był aktywny jako aktor i reżyser w prowadzonej przez University of Michigan organizacji teatralnej Basement Arts. W 2008 roku spędził semestr we Włoszech studiując teatr włoski na Accademia dell’Arte w Arezzo.

## Kariera

### Teatr

#### Debiut
Darren zadebiutował na profesjonalnej scenie w wieku 10 lat rolą Cesario w produkcji 42nd Street Moon zatytułowanej Fanny (1997). Następnie zagrał postać Mauro w musicalu Richarda Rodgersa i Stephena Sondheima Do I Hear A Waltz (1998) oraz postać Beauregarda Calhouna w Babes in Arms (1999).
W latach młodzieńczych pojawił się w wielu sztukach American Conservatory Theater, między innymi w Opowieści wigilijnej, Śnie nocy letniej oraz The Voysey Inheritance. Na University of Michigan wystąpił w takich sztukach jak Duma i uprzedzenie, Ludzie honoru i Kaleka z Inishmaan.

#### StarKid Productions
Po uzyskaniu w 2009 roku tytułu licencjata sztuk pięknych wraz z przyjaciółmi i kolegami z University of Michigan założył muzyczny teatr StarKid Productions. Największy rozgłos przyniosła mu rola Harry’ego Pottera w komediowych musicalach A Very Potter Musical, A Very Potter Sequel oraz A Very Potter Senior Year. Spektakle powstały w oparciu o powieści J.K. Rowling.

#### Broadway
W styczniu 2012 roku Darren zadebiutował na Broadwayu, zastępując na trzy tygodnie Daniela Radcliffe’a w spektaklu How to Succeed in Business Without Really Trying w Al Hirschfeld Theatre. Występ okazał się sukcesem: oprócz ostatniego tygodnia w którym grał Radcliffe, spektakl stał się bardziej popularny niż w czasie 11-miesięcznych pokazów, przynosząc zysk rzędu 4 milionów dolarów.
Od 29 kwietnia do 19 lipca 2015 roku Darren zagrał tytułową rolę w musicalu Hedwig and the Angry Inch w Belasco Theater. Spektakl pokazywano również w San Francisco i Los Angeles od 2 października do 27 listopada 2016 roku.

### Telewizja

#### Debiut
Darren rozpoczął karierę telewizyjną grając postać Josha Burtona w 5 odcinkach serialu Eastwick (2009). W 2010 roku pojawił się w jednym odcinku serialu Dowody zbrodni.

#### Glee(2010–2015)
Darren wcielił się w postać Blaine’a Andersona w serialu FOX Glee. Po raz pierwszy pojawił się w drugim sezonie, w odcinku zatytułowanym „Never Been Kissed”, który ukazał się 9 listopada 2010 roku.
Blaine uczęszczał do Dalton Academy i był głównym wokalistą chóru Dalton Academy Warblers. Początkowo był przyjacielem i mentorem Kurta, prześladowanego geja, który należy do New Directions – chóru rywalizującego z Warblers. Chemia między bohaterami, dodatkowo podsycana zainteresowaniem fanów, sprawiła, że współtwórca serialu, Ryan Murphy, zdecydował się połączyć ich na ekranie. Na początku trzeciego sezonu Blaine dołącza do New Directions. W tym czasie Darren z postaci drugoplanowej dołączył na stałe do głównej obsady serialu.
W kolejnych sezonach Blaine udaje się na studia i wraca do Dalton Academy, by zostać reżyserem wokalnym Warblersów. W ostatnim sezonie serialu poślubia swojego ukochanego, Kurta.
Omawiając opinie widzów dotyczące swojej postaci, Darren stwierdził, że najbardziej podobają mu się „reakcje ludzi z tych części świata, w których pewne ideologie nie są uwidocznione, ale dzięki śledzeniu na ekranie historii Blaine’a i Kurta ponownie rozważyli swoje poglądy dotyczące związków i praw człowieka”. Nazwał tę reakcję „fenomenalną” i powiedział: „Byłem heteroseksualnym chłopakiem dorastającym wśród gejowskiej społeczności w San Francisco. Widziałem wielu przyjaciół którzy musieli zmagać się z problemami i nie mieli dokąd się udać, żeby zidentyfikować się z wielką kulturą medialną. Bycie małym elementem tej społeczności jest wspaniałe”.
Otrzymał nominację do Nagrody Emmy za napisanie piosenki „This Time” w finałowym odcinku Glee zatytułowanym „Dreams Come True”.

#### Kariera po serialuGlee
W 2017 roku Darren ponownie spotkał się z twórcą Glee, Ryanem Murphy, by zagrać seryjnego mordercę Andrew Cunanana w drugim sezonie antologicznego serialu Murphy’ego American Crime Story. Jego kreacja spotkała się z uznaniem krytyki i została nagrodzona Emmy, Złotym Globem i Nagrodą Gildii Aktorów Ekranowych dla najlepszego aktora w miniserialu lub filmie telewizyjnym.
10 lipca 2019 roku ogłoszono, że Darren zagra, wyprodukuje i będzie autorem scenariusza do Royalties, nowego serialu, który udostępniony będzie w serwisie streamingowym Quibi. Tym samym tworzy ze swoimi dawnymi współpracownikami, Mattem i Nickiem Langiem z Team StarKid, którzy są współautorami serialu, a także jego producentami wykonawczymi.
1 maja 2020 roku na platformie Netflix pojawił się z kolei miniserial Hollywood, opowiadający o młodych filmowcach, którzy po II wojnie światowej próbują odnieść sukces w Hollywood. Darren zagrał w nim jedną z głównych ról. Tym serialem kontynuuje on współpracę z twórcą Glee i American Crime Story, Ryanem Murphy. W serialu wystąpili także Patti LuPone, David Corenswet, Jake Picking i Jeremy Pope.

### Debiut filmowy
7 września 2012 roku Darren zadebiutował w komedii Nieprawdopodobna dziewczyna. Film miał swoją premierą na Międzynarodowym Festiwalu Filmowym w Toronto (TIFF). Premiera kinowa przypadła na 19 lipca 2013 roku. W filmie zagrali również Kristen Wiig, Annette Bening oraz Matt Dillon.

### Muzyka

#### Artysta solowy (od 2005 roku do teraz)
Darren rozpoczął karierę solową podczas studiów na University of Michigan. Grając w niewielkich miejscach rozwinął własny repertuar muzyczny, który dziś składa się z kanonicznych amerykańskich utworów, współczesnych piosenek, utworów Disneya oraz własnych kompozycji.
20 lipca 2010 roku wydał niezależnie wyprodukowany mini-album zatytułowany Human. Opisał go w Entertainment Weekly jako „soul-folk”. Osiągnął on 17. miejsce na liście Billboard Top Heatseekers Albums. 10 grudnia 2010 roku Darren został 400 000 członkiem Amerykańskiego Stowarzyszenia Kompozytorów, Autorów i Wydawców (ASCAP). W kwietniu 2011 roku podpisał kontrakt z Sony Music Entertainment. Jest w trakcie nagrywania pełnometrażowego albumu studyjnego, którego data wydania nie została jeszcze ustalona.
W styczniu 2013 wystąpił przed amerykańskim prezydentem Barackiem Obamą, pierwszą damą Michelle Obamą i wiceprezydentem Joe Bidenem podczas obchodów 57. prezydenckiej inauguracji.
Podczas koncertu charytatywnego na rzecz publicznych szkół artystycznych, Darren został honorowym członkiem grupy śpiewackiej Uniwersytetu Yale o nazwie The Whiffenpoofs.
Podczas swojej pierwszej solowej trasy muzycznej Darren odwiedził 17 miast w Stanach Zjednoczonych, Kanadzie oraz we Francji. Trwała ona od 29 maja do 30 czerwca 2013 roku i zawierała utwory z serialu Glee, zespołu StarKid, mini-albumu Human oraz nowy materiał z nadchodzącego solowego albumu.

#### StarKid Productions (od 2005 roku do teraz)
Darren jest uznawany za jednego z głównych autorów piosenek i kompozytorów StarKid Productions. Współtworzył piosenki do A Very Potter Musical, Me and My Dick (który został pierwszym wyprodukowanym przez studentów college’u musicalem, który wszedł na listę przebojów tygodnika Billboard pojawiając się na 11. miejscu listy Top Cast Albums), Little White Lie oraz A Very Potter Senior Year. Skomponował muzykę i napisał wszystkie piosenki do A Very Potter Sequel oraz albumu towarzyszącego A Very StarKid Album oraz Starship, który znalazł się na pierwszym miejscu na liście Billboard Top Cast Albums oraz na 134. miejscu na liście Billboard 200.

#### Glee(2010–2015)
Wcielając się w postać Blaine’a Andersona, Darren wykonał w serialu wiele musicalowych numerów, które zostały wydane jako single z możliwością pobrania ich z sieci. Jego pierwszy utwór w serialu, „Teenage Dream” Katy Perry, ukazał się na albumie Glee: The Music, Volume 4. 27 listopada 2010 roku osiągnął 8. miejsce na liście Billboard Hot 100 i pierwsze miejsce na liście Billboard Digital Songs. W tamtym tygodniu była najlepiej sprzedającą się piosenką w Stanach Zjednoczonych i najpopularniejszą w historii serialu Glee (214 000 sprzedanych kopii). Jilian Mapes z tygodnika Billboard i Erica Futterman z Rolling Stone uznali ją za najlepszy utwór w odcinku „Never Been Kissed”. Anthony Benigno z New York Daily News wystawił jej ocenę „A” i stwierdził, że została wykonana „bez zarzutu” i została ulepszona w stosunku do oryginału Perry. Jej wykonanie zostało nominowane do tytułu Najlepszej Gejowskiej Sceny Roku oraz no nagrody Favourite Music Video na AfterElton.com 2010 Visibility Awards. Zauważono również, że występ ten „prawdopodobnie zapoczątkował tendencję do przerabiania popularnych przebojów popowych przez obsadę Glee.
Późniejsze utwory wykonane przez Blaine’a i Warblersów stały się na tyle popularne, by zapewnić in własny album zatytułowany Glee: The Music Presents the Warblers. Zadebiutował na 2. miejscu listy US Billboard 200 i na 1. miejscu na liście ścieżek dźwiękowych tygodnika Billboard, sprzedając się w liczbie 86 000 kopii w pierwszym tygodniu. Do tej pory sprzedano 1,3 miliona egzemplarzy tego albumu.
Od 21 maja do 3 lipca 2011 roku Darren wraz z pozostałymi aktorami wzięli udział w Glee Live! In Concert!, występując w Stanach Zjednoczonych, Kanadzie, Anglii i Irlandii. Według pisma Billboard była to 16. najbardziej udana trasa koncertowa w 2011 roku. Zyski osiągnęły liczbę 40 milionów dolarów a łączna liczba widzów wyniosła 485 000. Każdy z koncertów został wyprzedany, również te w Staples Center, Nassau Coliseum oraz arenach O2 w Londynie i Dublinie.
W szóstym sezonie serialu Darren skomponował piosenkę „Rise” do odcinka zatytułowanego „The Rise and Fall of Sue Sylvester” oraz utwór „This Time” do epizodu finałowego. Za ten ostatni został nominowany do nagrody Emmy w kategorii „wybitna muzyka oryginalna i słowa”.

### Media
Darren pojawił się na okładkach magazynów Billboard, Entertainment Weekly, Out, Playbill, TV Guide, Da Man, GT, Prestige oraz Essential Homme. Pojawił się również w jesiennej kampanii reklamowej japońskiej marki odzieżowej Uniqlo (2011). W 2011 roku został uznany za jednego z najseksowniejszych ludzi według magazynu People. Zajął pierwsze miejsce na liście „Hot 100” AfterElton (2011 i 2012) oraz również pierwsze miejsce na liście „najbardziej stylowych mężczyzn w Hollywood poniżej 30. roku życia” magazynu GQ (2012).

### Inne projekty
Darren jest inwestorem i partnerem The Motley, mającego siedzibę w Los Angeles sklepu internetowego dla mężczyzn. Jest również współzałożycielem Elsie Festival, podczas którego grana jest muzyka broadway’owa i popowa. Pierwszy doroczny koncert odbył się 27 września 2015 roku w Nowym Jorku.

## Rzecznictwo i działalność charytatywna
Darren jest obrońcą praw osób LGBT i aktywnie wspiera The Trevor Project, wiodącą krajową organizację skupiającą się na zapobieganiu samobójstwom wśród młodych lesbijek, gejów, osób biseksualnych, transpłciowych i niepewnych swojej orientacji seksualnej (LGBTQ). Jest laureatem nagrody Variety’s Power of Youth Philanthropy za swój wkład w The Trevor Project.
Był również rzecznikiem różnych organizacji, takich jak Rock the Vote, UNICEF, We Day oraz Festival of New American Musicals.
Wraz z udziałem swojego brata, Chucka Crissa, Darren nagrał dla Amnesty International utwór Boba Dylana „New Morning”. Był on częścią składanki Chimes of Freedom: Songs of Bob Dylan Honoring 50 Years of Amnesty International, która ukazała się 24 stycznia 2012 roku.
Występował na wielu imprezach charytatywnych, takich jak American Conservatory Theater, AIDS Project Los Angeles, New Conservatory Theatre Center, Toys for Tots, City of Hope National Medical Center, Motion Picture & Television Fund, Public School Arts, MusiCares Foundation, The Old Vic, Jonsson Comprehensive Cancer Center na UCLA, Big Brothers Big Sisters of America, Young Storytellers Foundation oraz Elizabeth Glaser Pediatric AIDS Foundation.

## Życie prywatne
W styczniu 2018 roku Darren ogłosił zaręczyny z Mią Swier, z którą był w związku przez 7 i pół roku. Pobrali się 16 lutego 2019 roku.

## Filmografia

### Film

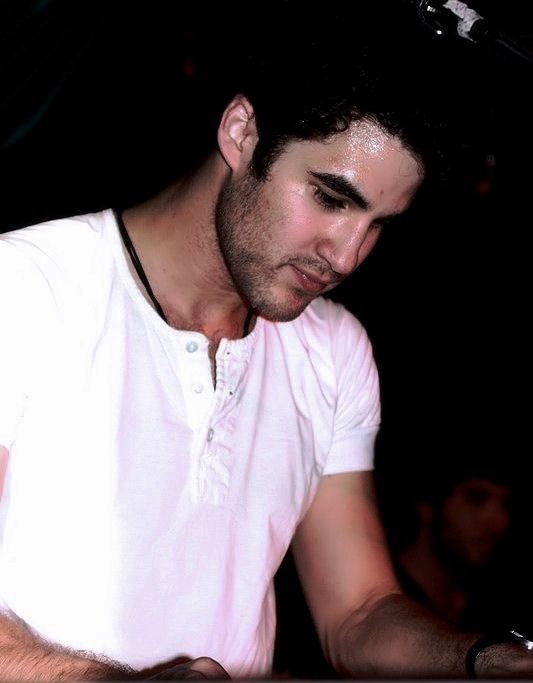

| Rok  | Tytuł filmu                             | Rola                      | Dodatkowe informacje              |
| ---- | --------------------------------------- | ------------------------- | --------------------------------- |
| 2005 | I Adora You                             | Josh                      | Krótki metraż, niewielka rola     |
| 2009 | Walker Phillips                         | Elliott                   | Krótki metraż                     |
| 2010 | The Chicago 8                           | Yippee Man                | Niewielka rola                    |
| 2011 | Glee: The 3D Concert Movie              | Blaine Anderson           | Koncert, film dokumentalny        |
| 2012 | Nieprawdopodobna dziewczyna             | Lee                       | Debiut w filmie fabularnym        |
| 2013 | Zrywa się wiatr                         | Katayama                  | Głos                              |
| 2013 | Księżniczka Kaguya                      | Sutemaru                  | Głos                              |
| 2014 | Stan Lee’s Mighty 7                     | Micro                     | Głos                              |
| 2019 | All You Ever Wished For                 | Tyler Hutton              | Główna rola                       |
| 2019 | Midway                                  | Dowódca Eugene E. Lindsey |                                   |
| 2019 | Batman vs. Teenage Mutant Ninja Turtles | Raphael                   | Głos, film wydany na rynek domowy |

### Telewizja
| Rok        | Tytuł                                                       | Rola             | Dodatkowe informacje |
| ---------- | ----------------------------------------------------------- | ---------------- | --- |
| 2009       | Eastwick                                                    | Josh Burton      | Rola cykliczna, 5 odcinków                                                                                                   |
| 2010       | Dowody zbrodni                                              | Ruben Harris     | Odcinek „Free Love” |
| 2010-2015  | Glee                                                        | Blaine Anderson  | Rola cykliczna (sezon 2); 14 odcinków Główna rola (sezony 3, 4, 5 i 6)                                                       |
| 2011       | Archer                                                      | Mikey i Tommy    | Odcinek „Placebo Effect” (głos)                                                                                              |
| 2011, 2012 | Projekt Glee                                                | On sam           | Odcinki „Individuality”, „Pairability” i „Glee-ality” (sezon 1), „Romanticality” (sezon 2)                                   |
| 2012       | Glee: Don’t Stop Believing                                  | On sam           | Film dokumentalny o serialu Glee                                                                                             |
| 2012       | The Cleveland Show                                          | Hunter           | Odcinek „Jesus walks” (głos)                                                                                                 |
| 2013       | Web Therapy                                                 | Augie Sayles     | Odcinki „Long Distance Lovers”, „Losing Followers”, „Closer When We’re Apart” (sezon 3)                                      |
| 2013       | 2013 Teen Choice Awards                                     | Współprowadzący  | Współprowadzący (wraz z Lucy Hale)                                                                                           |
| 2013       | Six by Sondheim                                             | Franklin Shepard | Dokument produkcji HBO o życiu legendarnego kompozytora Stephena Sondheima przeplatany sześcioma jego ikonicznymi piosenkami |
| 2014       | Whose Line Is It Anyway?                                    | On sam           | Różne role w komedii improwizowanej                                                                                          |
| 2015-2017  | Transformers: Robots in Disguise                            | Sideswipe        | Głos w serialu animowanym o superbohaterskich robotach                                                                       |
| 2015       | American Horror Story: Hotel                                | Justin           | Rola cykliczna, 2 odcinki |
| 2016       | Teenage Mutant Ninja Turtles: Turtles Take Time (and Space) | Raphael          | Krótki metraż (głos) |
| 2016       | Hairspray Live!                                             | On sam           | Gospodarz i reporter zakulisowy                                                                                              |
| 2017       | Supergirl                                                   | Music Meister    | Odcinek „Star-Crossed” |
| 2017       | Flash                                                       | Music Meister    | Odcinek „Duet” |
| 2018       | Zabójstwo Versace: American Crime Story                     | Andrew Cunanan   | Główna rola (9 odcinków) |
| 2020       | Hollywood                                                   | Raymond          | Główna rola, również jako producent wykonawczy mini-serialu                                                                  |

### Teatr
| Rok  | Tytuł                                            | Rola                            | Miejsce wystawienia           | Dodatkowe informacje                                               |
| ---- | ------------------------------------------------ | ------------------------------- | ----------------------------- | ------------------------------------------------------------------ |
| 1997 | Fanny                                            | Cesario                         | Produkcja 42nd Street Moon    | Debiut sceniczny                                                   |
| 1998 | Do I Hear A Waltz?                               | Mauro                           | Produkcja 42nd Street Moon    |                                                                    |
| 1999 | Babes In Arms                                    | Beauregard Calhoun              | Produkcja 42nd Street Moon    |                                                                    |
| 2005 | Shed a Little Light: The Music of James Taylor   | Śpiewak i muzyk                 | American Conservatory Theater |                                                                    |
| 2006 | Paper Canoes                                     | Salmon                          | Produkcja Zeitgeist Artworks  |                                                                    |
| 2009 | A Very Potter Musical                            | Harry Potter                    | StarKid Productions           | Główna rola, współautor piosenek i kompozytor                      |
| 2009 | Me and My Dick                                   | Właściciel restauracji włoskiej | StarKid Productions           | Krótki występ (głos), współautor piosenek i kompozytor, gitarzysta |
| 2010 | A Very Potter Sequel                             | Harry Potter                    | StarKid Productions           | Główna rola, wyłączny autor piosenek i kompozytor, gitarzysta      |
| 2012 | How to Succeed in Business Without Really Trying | J. Pierrepont Finch             | Broadway                      | Debiut na Broadwayu, główna rola                                   |
| 2012 | A Very Potter Senior Year                        | Harry Potter                    | StarKid Productions           | Główna rola, współautor piosenek i kompozytor                      |
| 2015 | Hedwig and the Angry Inch                        | Hedwig Robinson                 | Broadway                      | Główna rola                                                        |
| 2020 | American Buffalo                                 | Bobby                           | Broadway                      |                                                                    |

### Media społecznościowe
| Rok  | Tytuł                               | Rola            | Dodatkowe informacje                                                                            |
| ---- | ----------------------------------- | --------------- | ----------------------------------------------------------------------------------------------- |
| 2008 | The Media Show                      | Prezenter       | 3 odcinki (nr 1,3 i 5) Seria o Hollywood, tworzeniu filmów i efektów specjalnych                |
| 2009 | Little White Lie                    | Toby Phillips   | StarKid Productions – serial internetowy, główna rola, współautor piosenek i producent musicalu |
| 2011 | Life of Leopold                     | Leopold Bonar   | Funny or Die – serial internetowy, główna rola, głos                                            |
| 2012 | Broadway.com Audience Choice Awards | Prowadzący      | 13. ceremonia rozdania nagród                                                                   |
| 2015 | Tony Awards Red Carpet              | Współprowadzący | Współprowadzący (wraz z Laurą Osnes i Sierrą Boggess)                                           |
| 2016 | Countdown to Hairspray Live!        | Współprowadzący | Współprowadzący (wraz z Kristin Chenoweth i Martinem Shortem)                                   |

### Występy muzyczne
| Rok                                                                   | Wydarzenie                                                | Miejsce                                     | Dodatkowe informacje |
| --------------------------------------------------------------------- | --------------------------------------------------------- | ------------------------------------------- | --- |
| 2010-2013                                                             | Trevor Live                                               | Los Angeles                                 | Benefit dla The Trevor Project. W 2010 roku Darren zaśpiewał "Not Alone" i "Teenage Dream” z Warblersami z Dalton Academy (Glee) i specjalnym udziałem Katy Perry. W 2011 roku zaśpiewał przebój Toma Jonesa „It’s Not Unusual”, a w 2012 roku akustyczną wersję utworu „Part of Me” Katy Perry. Z kolei w 2013 roku wraz z obsadą Glee wykonał utwór Charlie Chaplina „Smile”. |
| 2011                                                                  | MusiCares Person of the Year                              | Los Angeles                                 | Darren wraz z Warblersami (Glee) wystąpili dla Barbry Streisand w hołdzie nadania jej tytułu MusiCares Person of the Year przez MusiCares Foundation. |
| 2011                                                                  | Glee Live! In Concert!                                    | Stany Zjednoczone, Kanada, Anglia, Irlandia | 16. najbardziej udana trasa koncertowa 2011 roku, zarobiła ponad 40 milionów dolarów. Frekwencja wyniosła 485 000 widzów. Wszystkie 40 koncertów zostało wyprzedanych, w tym koncerty w Staples Center, Nassau Coliseum i Areny O2 w Londynie i Dublinie. |
| 2011                                                                  | ASCAP Pop Music Awards                                    | Los Angeles                                 | Darren złożył hołd Rodowi Stewartowi, śpiewając i grając na fortepianie balladową wersję jego piosenki „Da Ya Think I’m Sexy?”. |
| 2011                                                                  | Billboard / Hollywood Reporter Film & TV Music Conference | Loa Angeles                                 | Darren uhonorował kompozytora Alana Menkena, śpiewając z gwiazdą Broadwayu, Leą Salongą jego własne piosenki z filmów Disneya. |
| 2011                                                                  | The SPACE Tour                                            | Nowy Jork, Boston                           | Pierwsza krajowa trasa koncertowa StarKid Productions. Większość wykonanych utworów została napisana i skomponowana przez Darrena. |
| 2011                                                                  | Sing Out, Raise Hope, Benefit Concert                     | Nowy Jork                                   | Darren wystąpił w Lincoln Center z zespołami śpiewającymi a capella (Krokodiloes z Harvard University, Nassoons z Princeton University i Whiffenpoofs z Yale) podczas koncertu dla Elizabeth Glaser Pediatric AIDS Foundation i The Trevor Project. |
| 2012                                                                  | E! Entertainment pre-Oscar Show                           | Los Angeles                                 | Darren wraz z żabą Kermitem zaśpiewał „The Rainbow Connection” przed 85. ceremonią wręczenia Oscarów. |
| 2012                                                                  | Apocalyptour                                              | Nowy Jork, Los Angeles                      | Druga krajowa trasa koncertowa StarKid Productions. |
| 2012                                                                  | Fundraiser for Barack Obama                               | Los Angeles                                 | Darren wystąpił dla Prezydenta Stanów Zjednoczonych podczas sponsorowanej przez osoby LGBT gali zbierania funduszy. |
| 2013                                                                  | 57th Presidential Inauguration                            | Waszyngton                                  | - Koncert Inauguracyjny dla Dzieci prowadzony przez Pierwszą Damę Michelle Obamę i Drugą Damę Dr. Jill Biden. Darren zaśpiewał swój utwór „Not Alone” wraz z chórem Soul Children of Chicago. Towarzyszył również Nayi Riverze, grając na gitarze przebój „Valerie”. - Impreza inauguracyjna wiceprezydenta Joe Bidena – Darren zaśpiewał „Teenage Dream” i „One Fine Day” Carole King. - Prezydencki Bal Inauguracyjny – Darren wykonał piosenkę Disneya „When You Wish Upon A Star”. |
| 2013                                                                  | Listen Up Tour                                            | Stany Zjednoczone, Kanada, Francja          | Darren ogłosił swoją pierwszą solową trasę koncertową, podczas której odwiedził 18 miast od 29 maja do 30 czerwca. Zaśpiewał utwory Glee, StarKid, piosenki z mini-albumu Human oraz nowy materiał z nadchodzącego solowego albumu. |
| 2013                                                                  | A Capitol Fourth                                          | Waszyngton                                  | Darren wystąpił w koncercie w National Mall z okazji 4 lipca. |
| 2014                                                                  | Michael Feinstein’s New Year’s Eve at the Rainbow Room    | Nowy Jork                                   | Darren wraz z Michaelem Feinsteinem zaśpiewał piosenki Franka Sinatry |
| 2016                                                                  | Broadway Today with Darren Criss and Betsy Wolfe          | Waszyngton, Nowy Jork, Toronto              | Darren współtworzył trasę koncertową Betsy Wolfe na Broadwayu, której towarzyszyła National Symphony Orchestra pod dyrekcją Stevena Reineke. Koncerty odbywały się w The Kennedy Center, Carnegie Hall i Roy Thomson Hall. |
| 2016                                                                  | The Little Mermaid in Concert                             | Los Angeles                                 | Criss współtworzył koncert w Hollywood Bowl, grając rolę księcia Erica. |
| * Uwaga: jest to wybór występów muzycznych więc lista nie jest pełna. |                                                           |                                             | |

## Dyskografia

### Albumy solowe
- 2010: Human
- 2017: Homework

### AlbumyGlee
- 2010: Glee: The Music, The Christmas Album
- 2010: Glee: The Music, Volume 4
- 2011: Glee: The Music, Volume 5
- 2011: Glee: The Music Presents the Warblers
- 2011: Glee: The Music, Volume 6
- 2011: Glee: The 3D Concert Movie
- 2011: Glee: The Music, The Christmas Album Volume 2
- 2011: Glee: The Music, Volume 7
- 2012: Glee: The Music, The Graduation Album
- 2012: Glee: The Music, Season 4, Volume 1
- 2012: Glee: The Music, The Christmas Album Volume 3
- 2013: Glee Sings the Beatles
- 2013: Glee: The Music – Celebrating 100 Episodes

### Albumy StarKid Productions
- 2009: Little White Lie
- 2009: A Very Potter Musical
- 2010: Me and My Dick (A New Musical)
- 2010: A Very StarKid Album
- 2010: A Very Potter Sequel
- 2011: Starship
- 2012: The SPACE Tour
- 2012: Apocalyptour
- 2012: A Very StarKid Senior Year

### Piosenki niezależne
- 2008: „Skin and Bones” – Duet z Charlene Kaye – Things I Will Need in the Past (album)
- 2011: „Dress and Tie” – Duet z Charlene Kaye
- 2012: '„New Morning” – Chimes of Freedom: Songs of Bob Dylan Honoring 50 Years of Amnesty International (album)

### Gry komputerowe
- 2017: Lost Boys Life

### Teledyski
- 2009: „Skin and Bones” – Charlene Kaye
- 2009: „Magnolia Wine” – Charlene Kaye
- 2009: „Roll with Me” – Montgomery Gentry
- 2011: '„Dress and Tie” – Charlene Kaye
- 2011: „Last Friday Night (T.G.I.F.)” – Katy Perry
- 2012: '„New Morning” – Amnesty International
- 2012: „Dress You Up” – Vogue's „Fashion Night Out”
- 2013: „Kangaroo Court” – Capital Cities
- 2013: „Songify the News 3" – The Gregory Brothers
- 2014: „I Sold My Bed, But Not My Stereo” – Capital Cities
- 2014: „Already Home” – A Great Big World

## Trasy koncertowe
- Glee Live! In Concert!
- Listen Up Tour (2013)
- LM/DC Tour (z Leą Michele) (2018)

## Nagrody i nominacje
| Rok  | Nagroda                           | Kategoria                                                           | Nominacja za...                                  | Wynik     | Przypis |
| ---- | --------------------------------- | ------------------------------------------------------------------- | ------------------------------------------------ | --------- | ------- |
| 2011 | Variety Magazine                  | Power of Youth Philanthropy                                         | The Trevor Project                               | Wygrana   | [ 138 ] |
| 2018 | MTV Movie & TV Awards             | Najlepszy aktor w serialu                                           | Zabójstwo Versace: American Crime Story          | Nominacja |         |
| 2018 | Emmy                              | Wybitny aktor pierwszoplanowy w miniserialu lub filmie telewizyjnym | Zabójstwo Versace: American Crime Story          | Wygrana   | [ 139 ] |
| 2018 | TCA Awards                        | Indywidualne osiągnięcie w serialu dramatycznym                     | Zabójstwo Versace: American Crime Story          | Nominacja |         |
| 2019 | Złoty Glob                        | Najlepszy aktor w miniserialu lub filmie telewizyjnym               | Zabójstwo Versace: American Crime Story          | Wygrana   | [ 140 ] |
| 2019 | Nagroda Gildii Aktorów Ekranowych | Wybitny występ aktora w miniserialu lub filmie telewizyjnym         | Zabójstwo Versace: American Crime Story          | Wygrana   | [ 141 ] |
| 2011 | BroadwayWorld – Chicago Awards    | Best New Work/New Adaptation                                        | Starship                                         | Wygrana   | [ 142 ] |
| 2015 | Giffoni Film Festival             | Experience Award                                                    | Całokształt twórczości                           | Wygrana   | [ 143 ] |
| 2012 | Broadway.com Award                | Ulubione zastępstwo                                                 | How to Succeed in Business Without Really Trying | Wygrana   | [ 144 ] |
| 2013 | Shorty Awards                     | Najlepsi producenci krótkich treści w mediach społecznościowych     | Jako on sam                                      | Nominacja | [ 145 ] |
| 2015 | Broadway.com Award                | Ulubione zastępstwo                                                 | Hedwig and the Angry Inch                        | Wygrana   | [ 146 ] |
| 2017 | Los Angeles Drama Critics Circle  | Główna rola                                                         | Hedwig and the Angry Inch                        | Nominacja |         |
| 2011 | Dorian Awards                     | We’re Wilde About You / Rising Star Award                           | Glee                                             | Wygrana   | [ 147 ] |
| 2011 | Teen Choice Awards                | Przełomowy występ aktorski                                          | Glee                                             | Wygrana   | [ 148 ] |
| 2011 | NewNowNext Awards                 | Brink of Fame: Actor                                                | Glee                                             | Wygrana   |         |
| 2012 | Nagroda Gildii Aktorów Ekranowych | Wybitny występ zespołu aktorskiego w serialu komediowym             | Glee                                             | Nominacja | [ 149 ] |
| 2013 | Dorian Awards                     | Muzyczny występ roku w telewizji                                    | Glee                                             | Nominacja | [ 150 ] |
| 2013 | Nagroda Gildii Aktorów Ekranowych | Wybitny występ zespołu aktorskiego w serialu komediowym             | Glee                                             | Nominacja | [ 151 ] |
| 2013 | People’s Choice Awards            | Ulubiony telewizyjny aktor komediowy                                | Glee                                             | Nominacja | [ 152 ] |
| 2013 | People’s Choice Awards            | Ulubiona męska przyjaźń telewizyjna (z Chordem Overstreet)          | Glee                                             | Nominacja | [ 152 ] |
| 2013 | People’s Choice Awards            | Ulubiona chemia na ekranie telewizyjnym (z Chrisem Colferem)        | Glee                                             | Nominacja | [ 152 ] |
| 2012 | BroadwayWorld – Chicago Awards    | Najlepsze specjalne wydarzenie teatralne                            | A Very Potter Senior Year                        | Wygrana   | [ 153 ] |
| 2015 | Emmy                              | Wybitna oryginalna muzyka i słowa                                   | „This Time” – Glee                               | Nominacja | [ 154 ] |
| 2015 | Hollywood Music in Media Awards   | Song – TV Show/Digital Series                                       | „This Time” – Glee                               | Wygrana   | [ 155 ] |